# Tuckneraria sikkimensis
Tuckneraria sikkimensis är en lavart som beskrevs av Divakar & Upreti. Tuckneraria sikkimensis ingår i släktet Tuckneraria och familjen Parmeliaceae.   Inga underarter finns listade i Catalogue of Life.